# Gajusz Juliusz Hygin
Gajusz Juliusz Hyginus (ur. ok. 64 p.n.e., zm. ok. 17 n.e.) – rzymski pisarz i mitograf, autor zachowanych do dziś ekscerptów mitologicznych. 

## Biografia i twórczość
Pochodził z Aleksandrii lub Hiszpanii, był wyzwoleńcem Oktawiana Augusta i uczniem znanego uczonego i pisarza Aleksandra Polihistora.
Oryginalne dzieła Hyginusa, poświęcone genealogii (De familiis Troianis, De origine et situ urbium Italicarum), biografii (De vita rebusque illustrium virorum), rolnictwa (De agricultura, De apibus) oraz pisma antykwaryczne (De proprietatibus deorum, De dis Penatibus) nie zachowały się. Autor zawdzięczał im sławę erudyty i polihistora. 
Pod jego imieniem zachował się zbiór wyciągów i streszczeń z greckich autorów (przede wszystkim tragików), zatytułowany Fabulae. Są to skrócone i znacznie uproszczone opracowania mitów greckich (ok. 300 opowiastek), prawdopodobnie przeznaczone do użytku szkolnego. Podobny charakter ma praca De astronomia, poświęcona tej dziedzinie, a oparta na komentarzu Eratostenesa do dzieła Phaenomena – O znakach niebieskich Aratosa.

## Wydania łacińskie
- P.K. Marshall, ed. Hyginus: Fabulae 1993; wyd. popr. 2002
- Rose, H. I. Hygini Fabulae (1934) 1963